# Sam Levenson
Sam Levenson, pseudônimo de Samuel Levenson (Brooklyn, Nova Iorque, 28 de dezembro de 1922 - 27 de agosto de 1980) foi um escritor e comediante estadunidense.
Frase famosa dele: "Talvez eu não saiba o que você fez para merecer isso, mas você sabe" (apud Woody Allen, in "A Autobiografia", Globo Livros, 2021, p. 38.